# 지니 (소프트웨어)
지니(Gini)는 엠앤소프트가 제작한 내비게이션 소프트웨어이다.

## 버전
스피드내비 지니 1.0이 2003년 말에 출시되었고, 그 후 스피드내비 지니 2.0이 2005년 3월 출시되었다.
7개월 뒤인 2005년 10월 SPEEDNAVI GINI VER3.0이 출시되었다.
GiNi SF가 2006년 7월에 출시되었다. 2007년 1월에 GiNi SF T1이 출시되었으며, 3개월 뒤에 GiNi SF T2가 출시되었다. 2007년 8월에 GiNI SF T3가 출시되었으며, 2007년 12월, T시리즈의 최종버전인 GiNi SF T4가 출시되었다.
2008년 6월 Gini v5.0이 출시되었다. 그 후 2009년 4월에 Gini v5.5가 출시되었으며, 2009년 7월, Gini의 3D 버전인 Gini 3D가 출시되었다. 2009년 11월 Gini v5.8이 출시되었다.
2010년 10월, 지니 3D V2가 출시되었다.
지니라는 무관하다.

## 같이 보기
- 맵피